# Râul Dașor
Râul Dașor este un curs de apă, afluent al râului Iada.